# Limax dacampi
Limax dacampi is een slakkensoort uit de familie van de Limacidae. De wetenschappelijke naam van de soort werd in 1854 voor het eerst geldig gepubliceerd door Luigi Menegazzi.

## Beschrijving
Limax dacampi wordt uitgestrekt tot ongeveer 20 cm lang. Het lichaam is roodachtig van kleur met twee zwarte banden langs de middellijn of met donkere vlekken op de rug. Het mantelschild is duidelijk donkerder met concentrische fijne groeven; het neemt ongeveer een kwart van de lichaamslengte in beslag. Het ademgat bevindt zich in de achterste helft van het mantelschild; het is donkerder geschetst. De voor- en achterkant van het mantelschild lopen wigvormig uit. Het achterste uiteinde van het lichaam is ook wigvormig met een zwakke kiel. De zool, die in de lengte in drie delen is verdeeld, heeft een witachtig middenpaneel en grijze zijpanelen. De kop en antennes zijn grijs van kleur.

## Vergelijke soorten
Andrzej Wiktor beschouwde het taxon als een jonger synoniem van de zwarte aardslak (L. cinereoniger) in zijn veelomvattende werk The Nudibranchs of Poland, een mening die hij in 1996 met een vraagteken handhaafde. De driedelige voetzool lijkt bij beide soorten sterk op elkaar. Het copulatiegedrag van L. dacampi daarentegen is in wezen vergelijkbaar met dat van de grote aardslak (L. maximus), maar vertoont ook zijn eigen componenten. Deze soort heeft een monochromatische lichte zool. Dit betekent dat L. dacampi beslist geen synoniem is van zowel L. cinereoniger als L. maximus, maar een zelfstandige soort is.

## Verspreiding en leefgebied
Volgens de eerdere (brede) kijk op de soort strekt het verspreidingsgebied zich uit over Noord-Italië en strekt het zich uit tot in Zuid-Zwitserland (zuidelijk deel van het kanton Ticino). De soort wordt gevonden in een breed scala van leefgebieden. Het leeft in vochtige en schaduwrijke bossen en kreupelhout.